# José Torres (boxe anglaise)
Pour les articles homonymes, voir José Torres et Torres.
José Torres est un boxeur portoricain né le 3 mai 1936 et mort le 19 janvier 2009 à Ponce (Porto Rico).

## Carrière
Médaillé d'argent aux Jeux olympiques de Melbourne en 1956 en super-welters, il devient champion du monde des poids mi-lourds WBA & WBC le 30 mars 1965 après avoir battu Willie Pastrano par arrêt de l'arbitre à la 9e reprise.
Torres défend 3 fois sa ceinture contre Wayne Thornton, Eddie Cotton et Chic Calderwood puis est détrôné le 16 décembre 1966 par Dick Tiger. Battu à nouveau aux points lors du combat revanche organisé le 16 mai 1967 au Madison Square Garden de New York, il met un terme à sa carrière en 1969. Il était entrainé par Cus D'Amato, entraineur de Floyd Patterson et Mike Tyson.

## Distinction
- José Torres est membre de l'International Boxing Hall of Fame depuis 1997.

## Documentaires
- José Torres. Deux documentaires, 1959 (25 min) et 1965 (58 min) d'Hiroshi Teshigahara. Coffret Hiroshi Teshigahara, Carlotta Films[4]